# Heresznye
Heresznye is een plaats (község) en gemeente in het Hongaarse comitaat Somogy. Heresznye telt 293 inwoners (2001).